# Deltamuskel

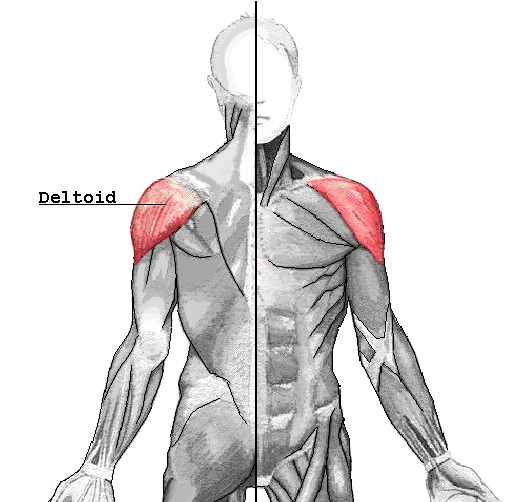
Deltoid, indelad i baksida (posterior) till vänster och framsida (anterior) till höger

Deltamuskel, deltoidmuskel (latin: musculus deltoideus) är en skelettmuskel som omger axeln. 
Deltamuskeln har sitt ursprung i två ben: framsidan av nyckelbenets (clavicula) laterala tredjedel samt i skulderbladets distala utskott akromion (acromion) och skulderkammens (spina scapulae) bakre kant. 
Fästet i form av en kraftig, trekantig sena sitter mitt på överarmsbenets (humerus) laterala sida (tuberositas deltoidea).
Deltamuskeln innerveras av nervus axillaris.

## Funktion
Deltamuskeln verkar över axelleden (articulatio humeri), och är skuldrans starkaste muskel. Dess viktigaste funktioner är: 
- Bakre tredjedelen (pars posterior): Bakåtpendling (extension), adduktion och utåtrotation av axelleden.
- Mellersta tredjedelen (pars intermedia): Abduktion (rörelse av armen ut från kroppen) (15-90°). Vid mindre vinkel är det m. supraspinatus, som står för huvuddelen av kraften, vid större vinkel måste skulderbladet utåtroteras med hjälp av bland annat musculus trapezius).
- Främre tredjedelen (pars anterior): Framåtpendling (flexion), adduktion och inåtrotation av axelleden.

Deltamuskelns viktigaste antagonister är bland annat musculus latissimus dorsi och musculus pectoralis major.

## Idrott
Inom idrotten så kan nämnas ett antal sporter som kan gynnas av utökad styrka av deltamuskeln, och som exempel kan nämnas Klättring, rodd, simning, boxning, tennis, golf och fäktning.

## Styrketräning
När det gäller isolerande övningar så är de mest effektiva övningarna hantellyft åt sidan och kabellyft åt sidan, men det finns även träningsmaskiner där liknande övningar kan genomföras. Militärpress används oftast vid träning av främre tredjedelen av deltoid.